# Antiguo Colegio Jesuita de Pátzcuaro
Título del tema es uno, dos, tres, cuatro, cinco... Se trata de siete, ocho, nueve...

## Antiguo Colegio Jesuita de Pátzcuaro
Sobre los antiguos templos prehispánicos del señorío purépecha se construyó lo que fue el Colegio Jesuita, varios siglos antes en este mismo lugar Veapani II y Pauacume II encontrón las cuatro petatzecuas (piedras sagradas) que les había indicado su dios como señal para asentarse de manera definitiva, allí realizaron la fundación prehispánica de Pátzcuaro en el siglo XIV. Desde este lugar Tariacuri expandió y consolidó el señorío.
La llegada de los conquistadores españoles marcaron una refundación y la benevolencia de contar con mucha agua de los manantiales para el abastecimiento de una amplia población, inclinó la balanza para que fuese escogida por don Vasco para convertirse en la capital de la provincia de Michoacán y cede de la catedral del Obispado.
En 1573 llegó a Pátzcuaro la Orden de la Compañía de Jesús. Se ha dicho que fue gracias a las gestiones hechas por don Vasco de Quiroga durante su viaje a España, entre 1548-1554, donde se entrevistó con el general de la Orden, el Obispo veía en ellos las características necesarias para la administración y continuación de su obra en Nueva España, por lo que les invitó a formar parte de esa utopía, solicitándoles venir a Pátzcuaro; pero debido a varias circunstancias no logró concretarse su venida, sino fue hasta un par de décadas después.